# ريكو ألانيز
ريكو ألانيز (بالإنجليزية: Rico Alaniz)‏ مواليد 25 أكتوبر 1919 في سيوداد خواريز - الوفاة 9 مارس 2015 في كاليفورنيا، الولايات المتحدة، هو ممثل أمريكي بدأ مسيرته الفنية سنة 1950. امتدت مسيرته الفنية لأكثر من 42 عاما.

## الأعمال
- السيد 880
- فيفا زباطة
- السبعة الرائعون

## روابط خارجية
- ريكو ألانيز على موقع IMDb (الإنجليزية)
- ريكو ألانيز على موقع ألو سيني (الفرنسية)
- ريكو ألانيز على موقع أول موفي (الإنجليزية)
- ريكو ألانيز على موقع قاعدة بيانات الأفلام السويدية (السويدية)
- ريكو ألانيز على موقع قاعدة بيانات الفيلم (الإنجليزية)
- ريكو ألانيز على موقع كينوبويسك (الروسية)